# Cesare Battisti (1954)
Pour les articles homonymes, voir Battisti et Cesare Battisti.
Compléments
En 1993, il est condamné, en Italie, à la réclusion criminelle à perpétuité pour assassinat et complicité d'assassinat de 4 personnes.
Cesare Battisti, né le 18 décembre 1954 à Cisterna di Latina (province de Latina), est un militant politique, terroriste et écrivain italien.
Durant les « années de plomb », il est membre du groupe des Prolétaires armés pour le communisme (PAC), classé comme terroriste par la magistrature italienne. À ce titre, il est condamné par contumace à la prison à perpétuité pour sa responsabilité dans quatre assassinats et dans des vols commis durant cette période.
Il se réfugie en France, où il est protégé pendant quatorze années par François Mitterrand, au titre de la doctrine énoncée par ce dernier. Il y devient gardien d'immeuble et écrivain, publiant plusieurs romans policiers. Il reçoit le soutien d'intellectuels et de personnalités de gauche, qui pensent qu'il est innocent ou que ses procès sont arbitraires. En 2004, sous Jacques Chirac, la France acceptant de l'extrader vers l'Italie, il se réfugie au Brésil. Après une longue controverse politique et judiciaire, le président brésilien Lula refuse son extradition en 2010, mais le président Michel Temer signe en 2018 son acte d'extradition vers l'Italie. En 2019, il est arrêté en Bolivie et extradé vers l'Italie. Après avoir reconnu ses crimes et déclaré avoir trompé les personnalités l’ayant soutenu, il est condamné à un emprisonnement à perpétuité.

## Biographie

### Origines et formation
Inscrit au lycée, Cesare Battisti abandonne vite l'école et commet des délits de rapine et séquestration de personnes entre 1972 et 1974.
Emprisonné en 1979 et condamné en 1981 pour appartenance à une bande armée, il s'évade et se réfugie alors au Mexique. En 1988, il est jugé par contumace par la cour de Milan et condamné à la réclusion criminelle à perpétuité pour l'assassinat du surveillant de prison Antonio Santoro (Udine, 1978) et de l'agent de police Andrea Campagna (Milan, 1979), ainsi que pour complicité dans les assassinats le 16 février 1979 du boucher Lino Sabbadin (Santa Maria di Sala, Vénétie) et du bijoutier Pierluigi Torregiani (Milan).

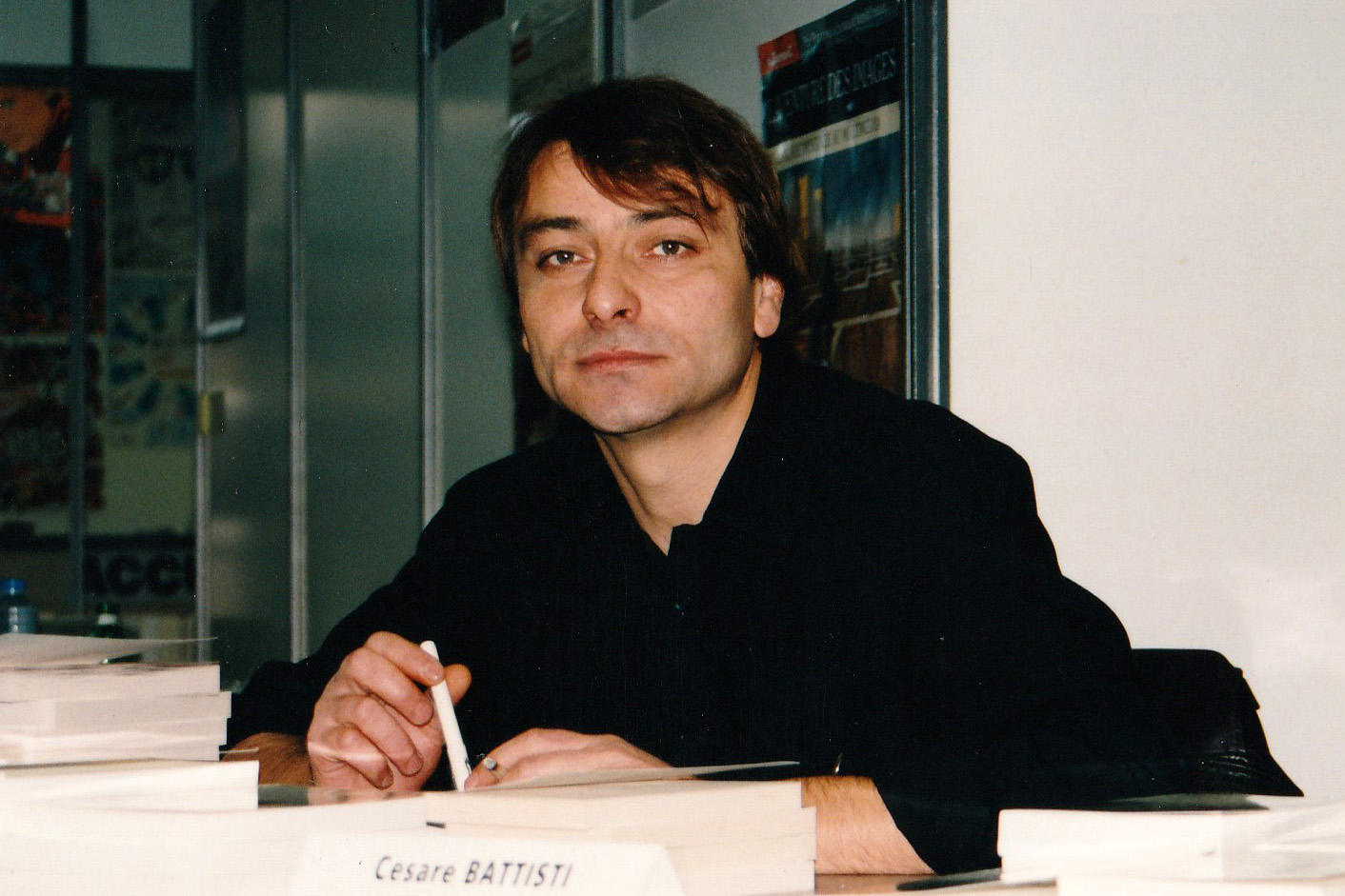
Cesare Battisti en dédicace au Festival international de géographie en 1996.

Il s'installe en France en 1990. Une demande d'extradition vers l'Italie est refusée en 1991. Il séjourne librement en France, devient gardien d'immeuble et publie plusieurs romans noirs à partir de 1993.
Battisti déclarait en 2001, à propos des crimes lui ayant valu sa condamnation : « Politiquement, j'assume tout. » Il commence à affirmer son innocence à partir de 2004, quand la situation judiciaire lui devient défavorable en France,.
En 2004, le gouvernement français s'apprête finalement à l'extrader en Italie, ce qui nourrit un débat français sur l'opportunité de cette extradition. Battisti est alors en fuite, jusqu’à son arrestation au Brésil, le 18 mars 2007.

### Période italienne

#### Faits
Dès 1968, il entre en contact avec la contestation étudiante.
Il vit de menus larcins et fait des séjours réguliers en prison à partir de 1971 pour des délits mineurs. Il devient progressivement un délinquant : il est arrêté et condamné à six ans de prison pour vol à main armée en 1974. C'est lors de ses séjours en prison, qu'il entre en contact avec des militants d'extrême gauche qui influeront sur son évolution. Il est libéré puis poursuivi à nouveau en 1976 ; il rejoint alors la clandestinité et la lutte armée dans le cadre du groupuscule Prolétaires armés pour le communisme (PAC), dont l'organisation dite « horizontale » est peu structurée, contrairement aux Brigades rouges.
L'organisation des Prolétaires armés pour le communisme a commis des hold-up et quatre meurtres ont été revendiqués au nom des PAC : ceux du gardien de prison Antonio Santoro (6 juin 1978 à Udine), du bijoutier Pierluigi Torregiani (16 février 1979 à Milan), du boucher Lino Sabbadin (le même jour près de Mestre) et du policier Andrea Campagna (le 19 avril 1979 à Milan), en tirant plusieurs fois au visage. Lors de la fusillade contre Pierluigi Torregiani, une balle perdue, tirée par Torregiani lui-même, a blessé son jeune fils Alberto Torregiani, avec qui il se promenait ; ce dernier en est resté paraplégique. Les quatre tireurs, Gabriele Grimaldi, Giuseppe Memeo, Sebastiano Masala et Sante Fatone, ont été identifiés et condamnés en 1981,.
Dans plusieurs textes publiés des années plus tard, Cesare Battisti indique avoir renoncé à la lutte armée en 1978, à la suite de l'assassinat d'Aldo Moro et se dit innocent des quatre assassinats revendiqués par les PAC.
Il est arrêté le 26 juin 1979 et condamné en 1981 à treize ans de réclusion pour appartenance à une bande armée, grâce notamment aux témoignages de repentis.
Le 4 octobre 1981 des membres de PAC organisent son évasion de la prison de Frosinone et Cesare Battisti s'enfuit d'Italie pour rejoindre la France puis le Mexique en 1982.
Pietro Mutti, un des chefs des PAC recherché pour le meurtre de Santoro (condamné par contumace), est arrêté en 1982 ; à la suite de ses déclarations, Cesare Battisti est impliqué par la justice italienne dans les quatre meurtres commis par les PAC, directement pour les meurtres du gardien de prison et du policier et pour complicité dans ceux des deux autres victimes. Le procès de Cesare Battisti est donc rouvert en 1987, et il sera condamné par contumace en 1988 pour un double meurtre (Santoro, Campagna) et deux complicités d'assassinat (Torregiani, Sabbadin). La sentence est confirmée le 16 février 1990 par la 1re cour d'assises d'appel de Milan, puis après cassation partielle, le 31 mars 1993 par la 2e cour d'assises d'appel de Milan. Il en résulte une condamnation à réclusion criminelle à perpétuité, avec isolement diurne de six mois, selon la procédure italienne de contumace.

#### Débats
Dans son livre sur le sujet, Guillaume Perrault fait la liste des éléments que la cour d'assises a recensés comme preuve : analyses balistiques, documents retrouvés dans la planque de 1981 et recoupements de témoignages extérieurs et de repentis des PAC. Selon Fred Vargas et d'autres personnalités (Valerio Evangelisti, Bernard-Henri Lévy, Lio, Philippe Sollers, Guy Bedos, Jacques Higelin, Sapho, Pierre Vidal-Naquet, Dan Franck, Miou-Miou, Georges Moustaki, François Guérif, Jacques Remiller, Danielle Mitterrand...), aucune preuve matérielle n'incrimine Cesare Battisti (y compris les analyses balistiques) et ce procès a été entaché d'irrégularités. Guillaume Perrault juge indigne cette complaisance de plusieurs intellectuels français avec la violence, présentant Cesare Battisti comme « un héros des "années de plomb", un perdant magnifique et un gardien de l'idéal », complaisance qui suscite une forte réprobation en Italie, à droite comme à gauche, le Parti communiste ayant lui aussi été la cible des Brigades rouges.
Dans les publications issues de l'affaire de 2004, les indications divergent sur la façon dont Cesare Battisti a été défendu lors de ces procès en Italie à partir de 1987. Ce dernier affirme qu'il n'a pas eu de communication avec sa défense, tandis que le gouvernement italien indique qu'il menait sa défense secrètement depuis sa fuite. Ce point semble important dans la perspective de l'affaire en France, car ce n'est que dans le cas où il est réputé avoir pu mener sa défense lui-même, que la contumace italienne, qui ne permet pas de nouveau procès, peut être compatible avec les règles françaises de l'extradition. Sur ce point, Guillaume Perrault, journaliste au Figaro, rappelle à son tour qu'« en Italie, au contraire [de la France], un accusé a le droit de ne pas comparaître devant les jurés s'il l'estime utile à son système de défense. Qu'il attende en face du tribunal ou soit en fuite sous les tropiques, l'essentiel est qu'il ait eu connaissance de sa convocation, des voies de recours possibles et, surtout, qu'il ait pu préparer librement sa défense avec les avocats de son choix. » Il rappelle en outre, que cette procédure de contumace a été approuvée, le 14 décembre 1993, par le comité des ministres du Conseil de l'Europe, instance politique chargée de l'application des décisions de la Cour européenne des droits de l'homme, bien que, comme l'indique la défense de Cesare Battisti, les décisions judiciaires de la Cour de Strasbourg en elles-mêmes aient plusieurs fois contesté la condamnation par contumace italienne,,.

### Cavale

#### 1982-1990: au Mexique
Après être passé par la France en 1981, il arrive au Mexique en 1982 et y reste pendant neuf années. Il travaille alors dans des restaurants. Il crée une revue littéraire (via Libre en 1986, dont une version électronique existe encore aujourd'hui), participe à la création du Festival du livre de Managua, organise la première Biennale d'Arts Graphiques à Mexico. Il commence à écrire sous l'impulsion du romancier Paco Ignacio Taibo II, il collabore à plusieurs journaux.

#### 1990-2004: en France
En 1985, le président François Mitterrand s’engage à ne pas extrader les anciens activistes italiens ayant rompu avec la violence, à l'exclusion des crimes de sang. C'est la doctrine Mitterrand. Sur la base de cet engagement politique, Cesare Battisti revient en France en 1990. Étant réclamé notamment pour homicide volontaire aggravé d'autres faits de violences graves, Battisti n'était pas protégé par cette doctrine, mais dans les faits jouit de la même protection,.
Il y est cependant arrêté à la demande de l'Italie en 1991. Il passe cinq mois à la prison de Fresnes. La chambre de l’instruction de la cour d’appel de Paris rejette la demande d'extradition le 29 mai 1991, par deux arrêts ; à l’époque, la justice française estime que les lois adoptées en Italie contre le terrorisme « allaient à l’encontre de la conception française du droit », notamment en appliquant le principe non bis in idem, selon lequel on ne peut être jugé deux fois pour les mêmes faits.
Les craintes d'extradition vers l'Italie écartées, sous la protection juridique de la France, il s'installe à Paris, où il prend un travail de gardien d'immeuble, en même temps qu'il continue son activité littéraire et commence une carrière d'écrivain qui va lui conférer une certaine notoriété et des articles favorables dans des journaux orientés à gauche.
Ses ouvrages, Les Habits d'ombre, L'Ombre rouge et Buena onda, sont des romans noirs qui prennent pour toile de fond le monde des exilés italiens à Paris. Il publie également Dernières cartouches, qui se déroule dans l'Italie des années de plomb.
Pendant ce temps, en mars 1993, il est condamné définitivement pour assassinat (Antonio Santoro, Andrea Campagna) et complicité d'assassinat (Lino Sabbadin). En 1997, il obtint une carte de séjour pour dix ans.
Le 10 février 2004, les policiers de la direction nationale antiterroriste l'arrêtent à nouveau dans le hall de l’immeuble où il travaille pour être extradé, à la suite d'une nouvelle demande de l'Italie. C'est le début de l'« affaire Battisti ».
Cette affaire suscite une vive polémique en Italie et en France où cet homme marié et père de deux enfants est considéré par certains comme « un homme de lettres ». Plusieurs artistes, écrivains, journalistes, personnalités politiques et publiques, incluant une partie de la gauche et l'extrême gauche française protestent contre l'extradition de Battisti, dont le collectif du Poulpe, qui rassemble des auteurs de polars, dont la romancière Fred Vargas, l'humoriste Guy Bedos, le chanteur Georges Moustaki, le maire de Paris Bertrand Delanoë, le philosophe Bernard-Henri Lévy, l'abbé Pierre. François Hollande lui rend visite à la prison de la Santé. Le gouvernement français communique que cette procédure est « habituelle ». Le 18 février 2004, Pierre Bouldoire, maire socialiste de Frontignan, le fait citoyen d'honneur de sa ville. Le 2 mars 2004, le Conseil de Paris vote une résolution le soutenant, le plaçant « sous la protection de la ville de Paris ». Ces réactions de soutien suscitent par ailleurs des critiques en France, comme celle du journaliste Guillaume Perrault qui, dans un ouvrage consacré à l'affaire, estime que les soutiens de Battisti obéissent essentiellement à une logique politique et ne défendent pas son innocence mais demandent l'« indulgence due à la pureté de sa cause ». En 2012, l'essai du journaliste d'investigation Karl Laske, La Mémoire du plomb met également en évidence les aveuglements d'une classe politico-médiatique française pratiquant le déni de la réalité par proximité idéologique avec l'ancien militant d'extrême gauche.
L'Italie, tout comme la France, est divisée sur l'affaire mais le sentiment prédominant est défavorable à Battisti : il est condamné aussi bien par la gauche et la droite politique, par la plupart des médias, ainsi que par les autorités,. Le traitement de l'affaire diffère également entre les médias français et italiens : tandis que la majorité des médias français utilisent pour décrire Cesare Battisti le qualificatif d'« activiste », les médias italiens adoptent pour la plupart celui de « terroriste ».
Battisti est mis en liberté surveillée le 3 mars 2004.
Le 30 juin 2004, la chambre de l'instruction de la cour d'appel de Paris rend une décision favorable à son extradition,,. Le 2 juillet 2004, le président de la République française Jacques Chirac déclare qu'il ne s'opposera pas à la décision de la justice française de l'extrader. Dominique Perben, garde des sceaux, confirme ce changement de position,. Le 8 juillet 2004, le gouvernement retire le décret d'application concernant sa naturalisation, qui était en passe d'aboutir à la suite d'une procédure commencée en 2001,.
Le 21 août 2004, Cesare Battisti se soustrait à son contrôle judiciaire et annonce qu'il reprend la clandestinité,. Il affirme en janvier 2009 que cette fuite a été facilitée par les services secrets français.
Le décret d'extradition est signé par le Premier ministre. Les avocats introduisent un recours en annulation devant le Conseil d'État français, qui confirme le décret d'extradition le 18 mars 2005.
Battisti dépose une plainte auprès de la Cour européenne des droits de l'homme (CEDH), au titre que son extradition vers l'Italie porterait atteinte à son droit à un procès équitable (en référence au fait, entre autres, qu'il n'était pas présent lors de son procès). La CEDH déclare le 19 mars 2007 que sa demande est irrecevable,. La cour motive sa décision par le motif qu'il avait « renoncé d'une manière non équivoque à son droit de comparaître personnellement et d'être jugé en sa présence » en étant en fuite et note que « le requérant, qui avait délibérément choisi de rester en situation de fuite après son évasion en 1981, était effectivement assisté de plusieurs avocats, spécialement désignés par lui durant la procédure,. »

#### 2004-2018: au Brésil
À partir de 2004, Cesare Battisti séjourne clandestinement au Brésil.
Il est arrêté par la police brésilienne le 18 mars 2007 à Rio de Janeiro,,. L'Italie appelle immédiatement à son extradition, mais le 20 mars 2007, la Cour suprême brésilienne donne quarante jours à l'Italie pour présenter une demande formelle d'extradition de Cesare Battisti, à la suite de quoi, la Cour pourra statuer dans un délai non précisé. Si la Cour conclut que les crimes dont il est accusé constituent des actes de terrorisme, il pourra être extradé, mais s'il demande et obtient le statut de réfugié politique, l'extradition ne pourra pas avoir lieu. La Cour devra également prendre en compte le fait que le Brésil n'extrade pas pour des peines de plus de trente ans de prison et que les lois brésiliennes ne reconnaissent pas les jugements prononcés en absence de l'accusé (alors qu'il est condamné à perpétuité par contumace).
Les autorités judiciaires italiennes se disent satisfaites de cette arrestation,. Romano Prodi, président du Conseil a félicité Giuliano Amato, ministre de l'Intérieur, de l'arrestation de Battisti. En effet, des membres de la police antiterroriste italienne, l'Ucigos, se trouvaient depuis le mois d'octobre au Brésil à la recherche de l'ex-membre des Prolétaires armés pour le communisme.
À la suite de son arrestation, Piero Fassino, secrétaire général des Démocrates de gauche (Democratici di sinistra, DS) et porte parole du plus important parti de la coalition au pouvoir, déclara qu'il était temps « que les responsables de graves actes de terrorisme ayant fait des victimes innocentes et bouleversé la vie de ce pays paient leur dette envers la justice »,. Cesare Battisti a obtenu le soutien de quelques rares personnalités italiennes, comme l'écrivain Valerio Evangelisti. Des personnalités et des groupes se sont manifestés et réclament une amnistie pour cette période de l'Histoire de l'Italie, mais ils sont une minorité en Italie, et sont face à une opposition virulente de la part des associations de victimes. Maurizio Puddu, président de l'Association italienne des victimes du terrorisme a déclaré que « la grâce et l'amnistie ne peuvent pas être appliquées envers qui a commis des crimes de terrorisme et de massacre. De nombreux terroristes se sont réfugiés en France et ont reconstruit leur vie mais nos proches ne peuvent pas le faire, car ils sont dans des cimetières ».
La classe politique et l'opinion française ont aussi réagi. La droite se félicitant de sa capture. Tandis que des responsables de la gauche française et le centriste François Bayrou, appellent le gouvernement français à faire pression sur l'Italie pour que Cesare Battisti soit rejugé (dans l'hypothèse d'une extradition, et en référence au fait qu'il n'aurait pas pu présenter sa défense lors de sa contumace de 1988). Constatant la participation de policiers français présents à l'arrestation, et la proximité avec la présidentielle française, des observateurs, avec parmi eux les sympathisants de Cesare Battisti, voient dans cette arrestation une manipulation de Nicolas Sarkozy, lui-même candidat. Le quotidien italien La Repubblica a par ailleurs indiqué que Nicolas Sarkozy savait dès 2006 où se trouvait Cesare Battisti,,.
Certains, au Brésil, ont protesté contre l'extradition. Le Groupe Tortura Nunca Mais/RJ, la Commission des droits de l’homme de l’Ordre des avocats du Brésil (OAB-CE), des groupements sociaux, des partis politiques, des avocats et des enseignants ont lancé une campagne contre l'extradition. Ils demandent l'octroi de l'asile politique à Cesare Battisti en s'appuyant sur la tradition d'asile qu'a jusqu'ici accordé le Brésil aux réfugiés italiens des années de plomb (Luciano Pessina ex-militant du mouvement Autonomie Ouvrière, Toni Negri) et sur l’article 5º, alinéa LII de la Constitution : « Il ne sera accordé aucune extradition d’étranger pour crime politique ou d’opinion ».
À l'issue du délai de quarante jours accordé par le Brésil, le ministre de la Justice italienne, Clemente Mastella, a fait une demande formelle d'extradition. Afin d'éviter un blocage dû à la législation brésilienne qui refuse l'extradition pour des peines de plus de trente ans de réclusion, le ministre italien a précisé que la peine de Cesare Battisti ne serait pas nécessairement une perpétuité effective, ce qui a déclenché une polémique en Italie et la colère des victimes des Prolétaires armés pour le communisme.
Le 5 avril 2008, le procureur général du Brésil a donné un avis favorable à l'extradition de Cesare Battisti considérant que ce dernier avait bien « des motivations politiques », mais que celles-ci étaient insuffisantes pour justifier « la mise en danger de responsables de l'autorité et de civils sans défense », ses crimes étant marqués par une « certaine froideur et un certain mépris pour la vie humaine ». Le procureur a également précisé qu'en cas d'extradition, la condamnation à perpétuité de Battisti devra être transformée en trente ans de réclusion et le temps passé en prison au Brésil décompté de sa peine. La commission nationale pour les réfugiés, organisme relevant du ministère de la Justice, refuse pour sa part le statut de réfugié politique à Cesare Battisti.
Le 14 janvier 2009, le ministre brésilien de la justice Tarso Genro émet une opinion contraire à celle de la commission nationale pour les réfugiés, comme lui permet la loi, et donne un avis favorable à l'octroi à Battisti du statut de réfugié politique, arguant d'une « crainte fondée de persécution » dans son pays. La décision revient désormais à la Cour suprême du Brésil, qui examine la demande italienne et l'avis du ministère public, organisme qui n'est pas soumis à l'autorité du pouvoir exécutif. En Italie, l'association « Domus Civitas » regroupant victimes du terrorisme et de la mafia, a qualifié la demande du ministre brésilien d'« humiliation ». Sabina Rossa, députée du Parti démocrate et membre d'une autre association de victimes du terrorisme, dont le père a été tué par les Brigades rouges, a déclaré que la décision du ministre brésilien « démontre encore une fois une insensibilité totale et un manque de respect pour notre démocratie ». Le ministère italien des affaires étrangères a aussitôt demandé au président brésilien Lula de revenir sur la décision de son ministre. Le 27 janvier, l'Italie rappelle pour consultations son ambassadeur au Brésil. Sergio Romano, dans un éditorial du Corriere della sera, commente : « Le Brésil, en ce moment, se sent puissant en vertu de son succès économique et du modèle qu'il représente et il est vraiment dommage qu'il n'ait pas compris qu'il y avait en Italie cette blessure encore ouverte du terrorisme ». Battisti demeure incarcéré en l'attente d'une décision de la cour suprême du Brésil.
Dans une lettre publiée par ses avocats le 30 janvier 2009, Cesare Battisti nie une nouvelle fois avoir commis les meurtres pour lesquels il fut condamné et dénonce nommément quatre de ses anciens complices des PAC – Gabriele Grimaldi, Sebastiano Masala, Giuseppe Memeo et Sante Fatone, tous condamnés des années plus tôt et dont l'un est décédé en 2006 – comme responsables des assassinats. Les trois ex-membres des PAC répliquent en qualifiant l'attitude de Battisti d'« infamante ».
Le 31 décembre 2010, le président Lula fait annoncer au dernier jour de son mandat son refus de l'extradition. La classe politique italienne s'insurge contre cette décision. Le gouvernement italien rappelle pour consultation son ambassadeur au Brésil, Gherardo La Francesca, et promet des sanctions contre le Brésil, envisageant également un recours devant la Cour pénale internationale de La Haye. Les soutiens français de l'ex-militant italien se sont félicités de la décision du président brésilien. « Je me réjouis de la sagesse du président Lula. C'est une décision avisée. C'est la décision d'un homme qui a pris le temps de se plonger dans le dossier, de vérifier ses nombreuses irrégularités et de prendre la mesure de sa dimension exagérément passionnelle », écrit Bernard-Henri Lévy sur son site internet, La règle du jeu. En Italie, des manifestations ont lieu contre la décision du président brésilien, et réunissent des responsables politiques de droite et de gauche. Silvio Berlusconi, tout en promettant la fermeté, déclare ne pas souhaiter que l'amitié entre l'Italie et le Brésil souffre de l'affaire, ajoutant « cette affaire ne concerne pas les rapports entre nos deux pays, c'est une affaire judiciaire ».

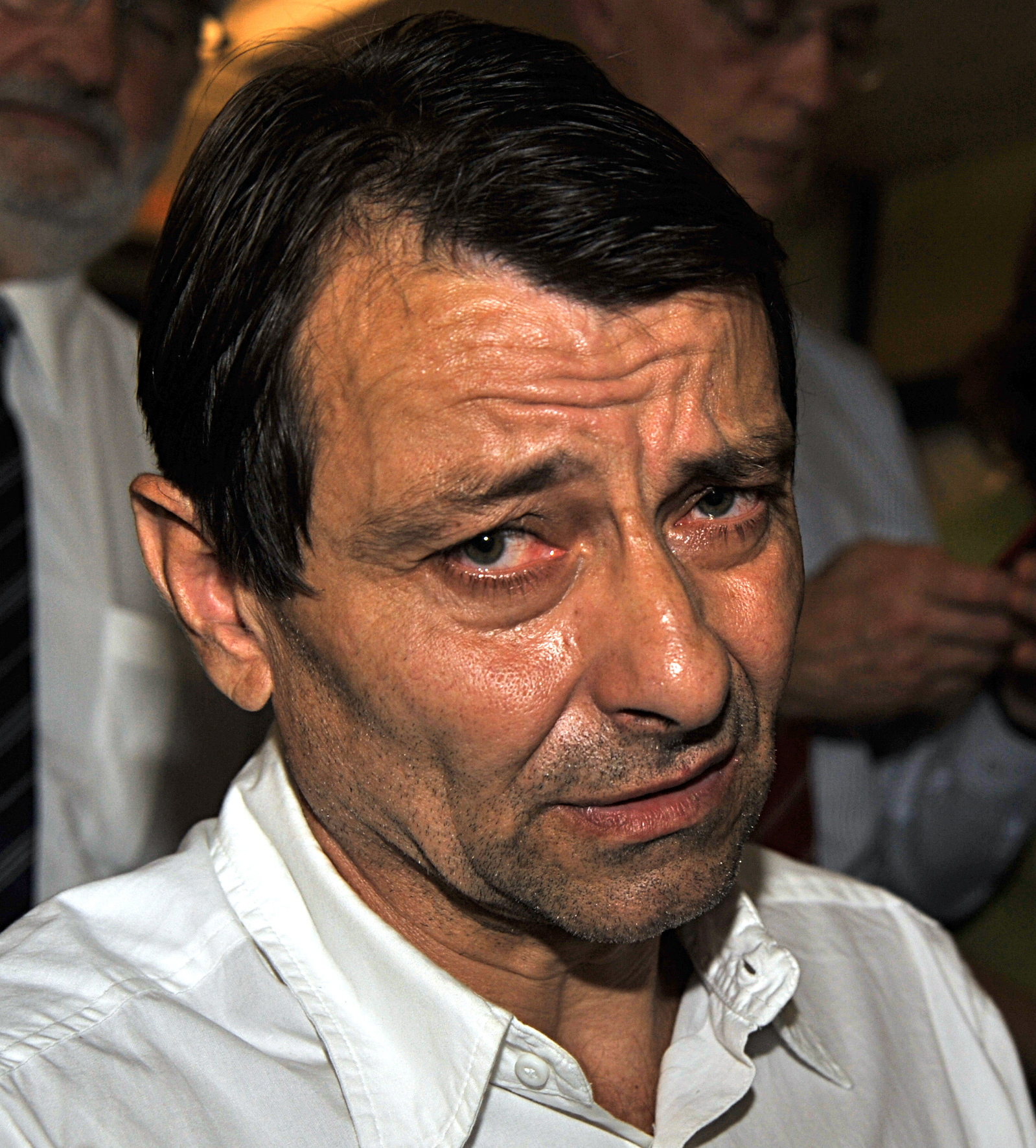
Cesare Battisti en 2011.

Le 6 janvier 2011, le Tribunal fédéral suprême du Brésil rejette la demande de libération présentée par les avocats de Cesare Battisti, et renvoie l'affaire à l'un de ses magistrats, déjà rapporteur du cas Battisti, et partisan de l'extradition devant la cour suprême. Plusieurs juristes brésiliens se déclarent convaincus que l'Italie obtiendrait gain de cause en cas de recours à La Haye. Le 20 janvier 2011, le Parlement européen approuve, avec un seul vote contre, une résolution demandant l'extradition de Cesare Battisti. La Commission européenne estime pour sa part que le différend à ce sujet doit être réglé de manière bilatérale entre l'Italie et le Brésil.
Le 9 juin 2011, Cesare Battisti est sorti de la prison de haute sécurité de Papuda près de Brasilia où il était incarcéré depuis quatre ans, après que la Cour suprême du Brésil a rejeté son extradition vers l'Italie. Le 22 juin 2011, le Conseil national de l'immigration lui accorde un permis de résidence permanente au Brésil.
Le 3 mars 2015, la juge fédérale Adverci Mendes de Abreu ordonne son expulsion vers la France ou le Mexique, pour séjour irrégulier au Brésil. Cette sentence remet en question la décision de la Cour suprême de juin 2011. Le 12 mars, Cesare Battisti est interpellé par la police fédérale du Brésil à Embu das Artes, une ville de l’État de Sao Paulo. Il est retenu dans les locaux de la superintendance régionale de la police fédérale de Sao Paulo en attente de son expulsion. Il est libéré quelques heures plus tard grâce à l'intervention de son avocat qui dénonce une arrestation et une détention arbitraires. Le 14 septembre, la Cour fédérale régionale de Sao Paulo déclare illégale l'expulsion de Battisti et annule la décision de la juge fédérale.
Le 4 octobre 2017, Battisti est interpellé dans la ville brésilienne de Corumbá, à la frontière bolivienne. Il aurait tenté de traverser la frontière en possession de 5 000 dollars et 2 000 euros, selon le quotidien O Globo, « les autorités brésiliennes pensent qu'il tentait de se réfugier en Bolivie ». Il est remis en liberté le 7 octobre 2017 mais la question de son extradition vers l'Italie se pose à nouveau.
En octobre 2018, le candidat à l'élection présidentielle brésilienne Jair Bolsonaro promet qu'en cas de victoire il romprait avec la politique menée jusqu'alors par la gauche brésilienne au pouvoir, et livrerait Battisti aux autorités italiennes. Le 29 octobre 2018, Matteo Salvini, ministre de l'Intérieur du gouvernement italien, salue la victoire de Jair Bolsonaro et déclare sur Twitter : « Et après des années de vains discours, je demanderai qu'ils nous renvoient en Italie le terroriste rouge Battisti ». Le 13 décembre 2018, la justice brésilienne ordonne l'arrestation de Cesare Battisti en vue de son extradition en Italie.

#### 2018-2019: en Bolivie
Entré de nouveau de manière illégale en Bolivie, il est localisé à Santa Cruz. Il demande ensuite l'asile dans le pays. Les policiers italiens parviennent à remonter à Battisti après que celui-ci s'est connecté au Wi-Fi de l'aéroport brésilien où il a embarqué pour la Bolivie.
Porteur d'une barbe et d'une moustache, il est arrêté dans la rue par la police locale en coopération avec une équipe d'Interpol dans la soirée du 12 janvier 2019.

### Retour en Italie
Un vol en provenance de Santa Cruz avec Cesare Battisti à son bord atterrit le 14 janvier 2019 à Rome. Battisti est transféré à la prison d'Oristano en Sardaigne pour purger une peine de prison à vie, pour laquelle il a été condamné par contumace.
Peu après son arrivée, des membres du Conseil supérieur de la magistrature et le garant national des droits des détenus, critiquent une vidéo publiée par les forces de l'ordre, et qui met en scène son arrivée dans le pays.

### Aveux
Le 25 mars 2019, il reconnaît sa responsabilité dans quatre assassinats, responsabilité pour laquelle il a été condamné à la réclusion criminelle à perpétuité en 1988. Il présente ses excuses aux familles des victimes et déclare : « Tout ce qui est écrit dans le jugement est la vérité. J'ai commis quatre homicides, j'ai tué Santoro et Sabbadin et suis responsable aussi de la mort de Torregiani et Campagna. J'ai blessé trois personnes, j'ai commis des vols pour me financer. Je me rends compte du mal que j'ai fait, et je demande pardon aux familles des victimes,,. »
Il désavoue les intellectuels et politiques de gauche qui l'ont soutenu, déclarant : « Je n’ai jamais été victime d’une injustice. Je me suis moqué de tous ceux qui m’ont aidé, je n’ai même pas eu besoin de mentir à certains d’entre eux,. »
Le 19 novembre 2019, après l'appel de la défense demandant de commuer la peine de réclusion à perpétuité en 30 ans de prison rejeté par la cour d'assises d'appel de Milan, le 17 mai 2019, la Cour de cassation rejette de nouveau l'appel, ce qui rend définitive la peine. Le procureur antiterroriste de Milan estime cependant que, plus de quarante ans après les faits, Cesare Battisti « ne représente plus aucun danger pour la société ».
Il est d’abord détenu pendant 20 mois dans une prison de Sardaigne sous un régime de haute sécurité et à l’isolement. Il est ensuite transféré vers la prison de Rossano, en Calabre, qui regroupe des condamnés pour terrorisme islamiste. Il y est soumis à des dispositions pénales extraordinaires, avec entre autres l’isolement en cellule, un contrôle renforcé, une extrême limitation des heures de promenade et l’interdiction d’activités de réinsertion. Il a droit à une seule heure de parloir par semaine, en visioconférence, pour communiquer avec ses proches. Il cesse de s’alimenter à partir du 2 juin 2021, demandant à purger sa peine en détention ordinaire.

## Publications

### Romans
- Les Habits d'ombre (trad. de l'italien Gérard Lecas), Paris, Gallimard, coll. « Série noire », 1993, 205 p. Rééd. coll. « Folio policier », 2006, 304 p.  (ISBN 2-07-033791-X)
- L'Ombre rouge [« Orma rossa »] (trad. de l'italien Gérard Lecas), Paris, Gallimard, coll. « Série noire », 1994, 302 p.  (ISBN 2-07-049424-1).
- Nouvel an, nouvelle vie [« Anno nuovo, vita nuova »] (trad. de l'italien par Monique Baccelli, ill. de Moro Gobbi), Paris, Mille et une nuits, 1994, 93 p.  (ISBN 2-910233-59-6). Rééd. avec une postface de Didier Daeninckx, 1997, 92 p.  (ISBN 2-84205-140-8)
- Buena onda [« Buena onda »] (trad. de l'italien par Arlette Lauterbach), Paris, Gallimard / NRF, coll. « Série noire », 1996, 280 p. SN no 2432. Rééd. coll. « Folio policier », 2006, 320 p.  (ISBN 2-07-033792-8). [présentation en ligne]
- J'aurai ta Pau, (trad. de l'italien par Arlette Lauterbach), Paris, La Baleine, coll. « Le Poulpe », 1997, 144 p. [présentation en ligne]. Rééd. coll. « Librio noir », 2001, 94 p.  (ISBN 2-290-31439-0)
- Copier coller (trad. de l'italien par Anna Buresi), Paris, Flammarion, coll. « Père Castor », 1997, 107 p.  (ISBN 2-08-164281-6)
- Dernières cartouches [« L'Ultimo sparo »] (trad. de l'italien par Gérard Lecas, préface de Valerio Evangelisti), Paris, J. Losfeld, coll. « Littérature étrangère/Joëlle Losfeld », 1998, 180 p.  (ISBN 2-84412-002-4). [présentation en ligne]. Rééd., Paris, Payot et Rivages, coll. « Rivages noir », 2000, 210 p.  (ISBN 2-7436-0643-6).
- Jamais plus sans fusil [« Tempo da insetti »] (trad. de l'italien par Gérard Lecas), Paris, Le Masque, 2000. [présentation en ligne]. Rééd. coll. « Le Masque jaune », 2006, 252 p.  (ISBN 978-2-7024-3281-5).
- Avenida Revolución [« Avenida Revolución »] (trad. de l'italien par Claude-Sophie Mazéas et Silvia Bonucci), Paris, Payot et Rivages, coll. « Rivages thriller », 2001, 249 p. [présentation en ligne]. Rééd. coll. « Rivages noir », 2004, 322 p.  (ISBN 2-7436-1257-6).
- Le Cargo sentimental (trad. de l'italien par Claude-Sophie Mazéas), Paris, Joëlle Losfeld, coll. « Arcanes/Joëlle Losfeld », 2005, 280 p.  (ISBN 2-07-078964-0) (BNF 40034698).
- Vittoria (trad. de l'italien par Mariette Arnaud, illustrations d'Alain Korkos), Paris, Eden Productions, 2003, 59 p.  (ISBN 2-913245-79-X). [présentation en ligne]
- L'Eau du diamant (trad. de l'italien par Gérard Lecas), Paris, Le Masque, 2006, 303 p.  (ISBN 2-7024-3361-8). [présentation en ligne]
- Ma Cavale (préface de Bernard-Henri Lévy, postface de Fred Vargas), Paris, Grasset/Rivages, 2006, 376 p.  (ISBN 2-246-70851-6). [présentation en ligne]
- Face au mur, Paris, Flammarion, 2012, 363 p.  (ISBN 978-2-08-127998-8)
- Indio, Paris, éditions du Seuil, 2020  (ISBN 978-2-02-144267-0)[112]
- Le Guet-apens, Paris, éditions du Seuil, 2022  (ISBN 978-2-02-151056-0)

### Collectif, recueils et anthologies
- Via Libre 5, Cesare Battisti (dir.) [présentation en ligne] [lire en ligne]
- « Quattro passi di danza », dans : Daniele Brolli (dir.) et al. (collectif), Italia odia, Arnoldo Mondadori Editori
- « Super snail in action », (trad. de l'italien par Sonia Fanuele et Catherine Siné), dans : Serge Quadruppani (dir.) et al. (collectif) (entretien-préface avec Valerio Evangelisti), Portes d'Italie, Fleuve Noir, 2001 [présentation en ligne]
- « Choice », dans : Gérard Delteil (dir.) et al. (collectif), Noir de Taule, Les Belles Lettres, 2001
- « L'air de rien », dans : J.P. Pouy (dir.) et al. (collectif), Paris rive noire, Autrement, Paris, 1996
- Terres brûlées, Cesare Battisti (dir. et préf.) et al. (collectif), Paris, Payot et Rivages, coll. « Rivages thriller », 2000, 172 p.  (ISBN 2-7436-0648-7) ; rééd. coll. « Rivages noir », 2003, 201 p.  (ISBN 2-7436-1121-9) [présentation en ligne]

### Filmographie
- 2017 : le film Après la guerre s'inspire des premiers jours de la cavale de Cesare Battisti en France.